# N318 (België)
De N318 is een gewestweg in de Belgische provincie West-Vlaanderen. De weg verbindt Oostende met Nieuwpoort. De weg heeft een totale lengte van ongeveer 16 kilometer.

## Traject
De N318 loopt vanaf de N334 grotendeels parallel met de N34, maar dan 400 à 500 meter meer landinwaarts. Bij Westende buigt de N318 naar het zuiden om in Nieuwpoort, vlak bij het Koning Albert I-monument en de Ganzepoot, aan te sluiten op de N34.